# Гаджиев, Рафик Султанович
Ра́фик Султа́нович Гаджи́ев (азерб. Rafiq Sultan oğlu Hacıyev; род. 31 мая 1947, Баку) — советский азербайджанский борец вольного стиля, призёр чемпионатов СССР, чемпион и призёр чемпионатов Европы, призёр чемпионата мира, победить и призёр розыгрышей Кубков мира, мастер спорта СССР международного класса.

## Биография
Увлёкся борьбой в 1966 году. Участвовал в семи чемпионатах страны. В 1972 году выполнил норматив мастера спорта СССР. Член сборной команды страны в 1970—1974 годах. Оставил большой спорт в 1975 году. Заслуженный тренер Азербайджана. Заслуженный деятель физической культуры и спорта Азербайджана.

## Спортивные результаты
- Чемпионат СССР по вольной борьбе 1969 года — ;
- Чемпионат СССР по вольной борьбе 1970 года — ;
- Вольная борьба на летней Спартакиаде народов СССР 1971 года — ;
- Чемпионат СССР по вольной борьбе 1971 года — ;
- Чемпионат СССР по вольной борьбе 1972 года — ;
- Вольная борьба на летней Спартакиаде народов СССР 1975 года — ;